# Euagathis rufoscapa
Euagathis rufoscapa är en stekelart som beskrevs av Simbolotti och Van Achterberg 1990. Euagathis rufoscapa ingår i släktet Euagathis och familjen bracksteklar. Inga underarter finns listade i Catalogue of Life.